# Chocicza Mała
Chocicza Mała (prononciation : [xɔˈt͡ɕit͡ʂa ˈmawa], en allemand : Klein Gottschütz) est un village polonais de la gmina de Września dans le powiat de Września de la voïvodie de Grande-Pologne dans le centre-ouest de la Pologne.
Il se situe à environ 5 kilomètres au sud-ouest de Września (siège de la gmina et du powiat) et à 45 kilomètres à l'est de Poznań (capitale régionale).

## Histoire
De 1975 à 1998, le village faisait partie du territoire de la voïvodie de Poznań.

Depuis 1999, Chocicza Mała est situé dans la voïvodie de Grande-Pologne.